# Seznam dílů seriálu Příběh služebnice
Toto je seznam dílů seriálu Příběh služebnice. Americký dramatický televizní seriál Příběh služebnice byl zveřejněn na stanici Hulu.

## Přehled řad
| Řada | Díly | Premiéra na Hulu | Premiéra na Hulu  |
| Řada | Díly | První díl        | Poslední díl      |
| ---- | ---- | ---------------- | ----------------- |
| 1    | 10   | 26. dubna 2017   | 14. června 2017   |
| 2    | 13   | 25. dubna 2018   | 11. července 2018 |
| 3    | 13   | 5. června 2019   | 14. srpna 2019    |
| 4    | 10   | 27. dubna 2021   | 16. června 2021   |
| 5    | 10   | 14. září 2022    | 9. listopadu 2022 |

## Seznam dílů

### První řada (2017)
| Č. v seriálu | Č. v řadě | Původní název                     | Český název                            | Režie             | Scénář               | Premiéra na Hulu |
| ------------ | --------- | --------------------------------- | -------------------------------------- | ----------------- | -------------------- | ---------------- |
| 1            | 1         | Offred                            | Offred                                 | Reed Morano       | Bruce Miller         | 26. dubna 2017   |
| 2            | 2         | Birth Day                         | Den porodu                             | Reed Morano       | Bruce Miller         | 26. dubna 2017   |
| 3            | 3         | Late                              | Pozdě                                  | Reed Morano       | Bruce Miller         | 26. dubna 2017   |
| 4            | 4         | Nolite Te Bastardes Carborundorum | Nedovol těm parchantům, aby tě zničili | Mike Barker       | Leila Gerstein       | 3. května 2017   |
| 5            | 5         | Faithful                          | Věrní                                  | Mike Barker       | Dorothy Fortenberry  | 10. května 2017  |
| 6            | 6         | A Woman's Place                   | Místo pro ženu                         | Floria Sigismondi | Wendy Straker Hauser | 17. května 2017  |
| 7            | 7         | The Other Side                    | Na druhé straně                        | Floria Sigismondi | Lynn Renee Maxcy     | 24. května 2017  |
| 8            | 8         | Jezebels                          | Jezábel                                | Kate Dennis       | Kira Snyder          | 31. května 2017  |
| 9            | 9         | The Bridge                        | Most                                   | Kate Dennis       | Eric Tuchman         | 7. června 2017   |
| 10           | 10        | Night                             | Noc                                    | Kari Skogland     | Bruce Miller         | 14. června 2017  |

### Druhá řada (2018)
| Č. v seriálu | Č. v řadě | Původní název     | Český název    | Režie          | Scénář                     | Premiéra na Hulu  |
| ------------ | --------- | ----------------- | -------------- | -------------- | -------------------------- | ----------------- |
| 11           | 1         | June              | June           | Mike Barker    | Bruce Miller               | 25. dubna 2018    |
| 12           | 2         | Unwomen           | Neženy         | Mike Barker    | Bruce Miller               | 25. dubna 2018    |
| 13           | 3         | Baggage           | Přítěž         | Kari Skogland  | Dorothy Fortenberry        | 2. května 2018    |
| 14           | 4         | Other Women       | Jiné ženy      | Kari Skogland  | Yahlin Chang               | 9. května 2018    |
| 15           | 5         | Seeds             | Zrnka          | Mike Barker    | Kira Snyder                | 16. května 2018   |
| 16           | 6         | First Blood       | První krev     | Mike Barker    | Eric Tuchman               | 23. května 2018   |
| 17           | 7         | After             | Poté           | Kari Skogland  | Lynn Renee Maxcy           | 30. května 2018   |
| 18           | 8         | Women's Work      | Ženská práce   | Kari Skogland  | Nina Fiore a John Herrera  | 6. června 2018    |
| 19           | 9         | Smart Power       | Chytrá síla    | Jeremy Podeswa | Dorothy Fortenberry        | 13. června 2018   |
| 20           | 10        | The Last Ceremony | Poslední obřad | Jeremy Podeswa | Yahlin Chang               | 20. června 2018   |
| 21           | 11        | Holly             | Holly          | Daina Reid     | Bruce Miller a Kira Snyder | 27. června 2018   |
| 22           | 12        | Postpartum        | Po porodu      | Daina Reid     | Eric Tuchman               | 4. července 2018  |
| 23           | 13        | The Word          | Slovo Boží     | Mike Barker    | Bruce Miller               | 11. července 2018 |

### Třetí řada (2019)
| Č. v seriálu | Č. v řadě | Původní název       | Český název           | Režie               | Scénář                    | Premiéra na Hulu  |
| ------------ | --------- | ------------------- | --------------------- | ------------------- | ------------------------- | ----------------- |
| 24           | 1         | Night               | Noc                   | Mike Barker         | Bruce Miller              | 5. června 2019    |
| 25           | 2         | Mary and Martha     | Marie a Marta         | Mike Barker         | Kira Snyder               | 5. června 2019    |
| 26           | 3         | Useful              | Na stráži             | Amma Asante         | Yahlin Chang              | 5. června 2019    |
| 27           | 4         | God Bless the Child | Bůh žehnej tomu děcku | Amma Asante         | Eric Tuchman              | 12. června 2019   |
| 28           | 5         | Unknown Caller      | Neznámé číslo         | Colin Watkinson     | Marissa Jo Cerar          | 19. června 2019   |
| 29           | 6         | Household           | Domácnost             | Dearbhla Walsh      | Dorothy Fortenberry       | 26. června 2019   |
| 30           | 7         | Under His Eye       | Bůh nás vidí          | Mike Barker         | Nina Fiore a John Herrera | 3. července 2019  |
| 31           | 8         | Unfit               | Nevhodná              | Mike Barker         | Kira Snyder               | 10. července 2019 |
| 32           | 9         | Heroic              | Hrdinka               | Daina Reid          | Lynn Renee Maxcy          | 17. července 2019 |
| 33           | 10        | Witness             | Svědci                | Daina Reid          | Jacey Heldrich            | 24. července 2019 |
| 34           | 11        | Liars               | Lháři                 | Deniz Gamze Ergüven | Yahlin Chang              | 31. července 2019 |
| 35           | 12        | Sacrifice           | Oběť                  | Deniz Gamze Ergüven | Eric Tuchman              | 7. srpna 2019     |
| 36           | 13        | Mayday              | Mayday                | Mike Barker         | Bruce Miller              | 14. srpna 2019    |

### Čtvrtá řada (2021)
| Č. v seriálu | Č. v řadě | Původní název  | Režie             | Scénář                    | Premiéra na Hulu |
| ------------ | --------- | -------------- | ----------------- | ------------------------- | ---------------- |
| 37           | 1         | Pigs           | Colin Watkinson   | Bruce Miller              | 27. dubna 2021   |
| 38           | 2         | Nightshade     | Colin Watkinson   | Kira Snyder               | 27. dubna 2021   |
| 39           | 3         | The Crossing   | Elisabeth Mossová | Bruce Miller              | 27. dubna 2021   |
| 40           | 4         | Milk           | Christina Choe    | Jacey Heldrich            | 5. května 2021   |
| 41           | 5         | Chicago        | Christina Choe    | John Herrera a Nina Fiore | 12. května 2021  |
| 42           | 6         | Vows           | Richard Shepard   | Dorothy Fortenberry       | 19. května 2021  |
| 43           | 7         | Home           | Richard Shepard   | Yahlin Chang              | 26. května 2021  |
| 44           | 8         | Testimony      | Elisabeth Mossová | Kira Snyder               | 2. června 2021   |
| 45           | 9         | Progress       | Elisabeth Mossová | Eric Tuchman a Aly Monroe | 9. června 2021   |
| 46           | 10        | The Wilderness | Liz Garbus        | Bruce Miller              | 16. června 2021  |

### Pátá řada
| Č. v seriálu | Č. v řadě | Původní název | Režie             | Scénář                    | Premiéra na Hulu  |
| ------------ | --------- | ------------- | ----------------- | ------------------------- | ----------------- |
| 47           | 1         | Morning       | Elisabeth Mossová | Bruce Miller              | 14. září 2022     |
| 48           | 2         | Ballet        | Elisabeth Mossová | Nina Fiore a John Herrera | 14. září 2022     |
| 49           | 3         | Border        | Dana Gonzales     | Aly Monroe                | 21. září 2022     |
| 50           | 4         | Dear Offred   | Dana Gonzales     | Jacey Heldrich            | 28. září 2022     |
| 51           | 5         | Fairytale     | Eva Vives         | J. Holtham                | 5. října 2022     |
| 52           | 6         | Together      | Eva Vives         | Katherine Collins         | 12. října 2022    |
| 53           | 7         | No Man's Land | Natalia Leite     | Rachel Shukert            | 19. října 2022    |
| 54           | 8         | Motherland    | Natalia Leite     | Yahlin Chang              | 26. října 2022    |
| 55           | 9         | Allegiance    | Bradley Whitford  | Eric Tuchman              | 2. listopadu 2022 |
| 56           | 10        | Safe          | Elisabeth Mossová | Bruce Miller              | 9. listopadu 2022 |